# Banc Central de la República Dominicana
El Banc Central de la República Dominicana va ser creat per la Llei Monetària i Bancària de 1947 com el banc central de la República Dominicana, i és responsable de regular el sistema bancari i monetari del país. Va ser creat el 9 d'octubre de 1947 per ordre del llavors president Rafael Leónidas Trujillo, de conformitat amb la Llei orgànica No.1529, i va iniciar les seves operacions el 23 d'octubre del mateix any, instituint-se com una entitat descentralitzada i amb plena autonomia. En l'actualitat es regeix per la Llei orgànica No. 6142 del 29 de desembre de 1962 i les seves modificacions.
La seva missió és garantir l'estabilitat de preus, l'apropiada regulació del sistema financer i l'adequat funcionament dels sistemes de pagaments, actuant com a ens emissor i executor de la política monetària i de canvi, d'acord amb les atribucions que la Constitució i les lleis li confereixen a l'empresa de tresoreria.